# Zondvloedgeologie

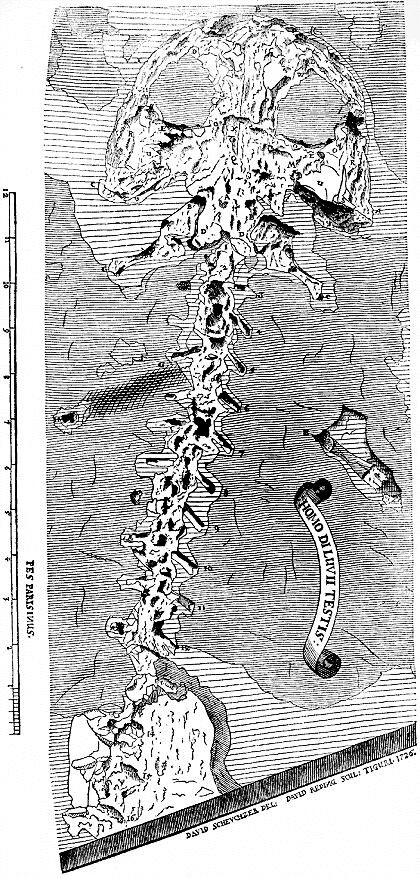
Tekening van een Mioceen fossiel van een reuzensalamander Andrias scheuchzeri, door de Zwitserse natuuronderzoeker Johann Jakob Scheuchzer (1672-1733). Scheuchzer zag in het fossiel een mensenkind dat tijdens de zondvloed was omgekomen (homo diluvii testis).

Zondvloedgeologie is de theorie dat geologische fenomenen te verklaren zijn met de Bijbelse Zondvloed. Deze visie was tot het einde van de 18e eeuw wetenschappelijk gangbaar, tegenwoordig wordt ze aangehangen door jongeaardecreationisten maar door wetenschappers gezien als pseudowetenschap.

## Geschiedenis
De natuuronderzoekers van de 17e eeuw zagen geen reden te twijfelen aan een letterlijke interpretatie van het Scheppingsverhaal zoals dit in het boek Genesis staat. Dikke lagen sedimentaire gesteenten en fossielen werden gezien als overblijfselen van de zondvloed. Nauwkeuriger studie van gesteenten maakt echter onwaarschijnlijk dat de stratigrafische colom te verklaren valt met één enkele gebeurtenis. Georges Cuvier (1769 - 1832) stelde daarom dat er meerdere zondvloeden waren geweest, in elk werd bijna al het leven op Aarde vernietigd (catastrofisme). Tegelijkertijd kwam de uniformiteitsleer van James Hutton (1726-1797) en Charles Lyell (1797-1875) op, die nog veel verder gaat en stelt dat gesteenten geleidelijk gevormd worden over lange tijdsduren. Door de studies naar afzettingen uit glaciale periodes door Louis Agassiz (1807 - 1873) en William Buckland (1784 - 1856) raakte vloedgeologie steeds verder buiten beeld. Tegenwoordig is de uniformiteitsleer de wetenschappelijke standaard.

## Zondvloedgeologie in het creationisme
Ook nu wordt zondvloedgeologie nog steeds aangehangen door jongeaardecreationisten, die een berekening van de ouderdom van de Aarde aan de hand van de Bijbel (zo'n 6000 jaar) door James Ussher (1581-1656) als waarheid beschouwen. Zij proberen natuurfenomenen die niet in overeenstemming met de uniformiteitsleer zijn uit te lichten en wijzen fundamentele aannames in de kernfysica, stratigrafie, biologie en mineralogie af omdat deze niet in overeenstemming zijn met een letterlijke interpretatie van de Bijbel.

## Zondvloedmodellen
Om de oorsprong van de zondvloed te verklaren hebben verschillende creationistische wetenschappers, zoals Henry Morris, Walt Brown en John Baumgardner, verschillende zondvloedmodellen bedacht. De oudste hiervan is de canopy theory. Deze theorie veronderstelt dat er voor de zondvloed een dikke schil van water om de aarde zat. Tijdens de zondvloed kwam deze naar beneden, waardoor de aarde met water werd bedekt. Deze theorie is lang het leidende model binnen het creationisme geweest, maar is om wetenschappelijke redenen verworpen. Walt Brown, een natuurkundige, ontwikkelde later de hydroplaattheorie. Deze theorie veronderstelt een laag van water onder de aardkorst. Het water zou tijdens de zondvloed uit verschillende scheuren omhoog zijn gekomen. De hydroplaattheorie heeft een minderheidspositie binnen het creationisme. Momenteel is de catastrofale plaattektoniek-theorie van John Baumgardner de meest geaccepteerde theorie. Zijn model van plaattektoniek vindt zelfs weerklank binnen wetenschappelijke kringen. Dit model gaat ervan uit dat subductie van de oceaanbodem en het uiteenbreken van de continenten zorgde voor een verhoging van de zeespiegel. Een variatie op dit model is dat meteorietinslagen voor de subductie zorgden.
Zondvloedgeologie is de afgelopen eeuwen wetenschappelijk gezien nooit een factor van betekenis geweest vanwege de vele aannames die creationisten nodig hebben om natuurfenomenen te verklaren. Jongeaardecreationisme wordt - evenals overige creationistische overtuigingen - door de wetenschappelijke gemeenschap afgewezen als pseudowetenschap.